# 대한민국 민법 제287조
대한민국 민법 제287조는 지상권소멸청구권에 대한 민법 물권법 조문이다.

## 조문
제287조(지상권소멸청구권) 지상권자가 2년 이상의 지료를 지급하지 아니한 때에는 지상권설정자는 지상권의 소멸을 청구할 수 있다.

第287條(地上權消滅請求權) 地上權者가 2年 以上의 地料를 支給하지 아니한 때에는 地上權設定者는 地上權의 消滅을 請求할 수 있다.